# Раптова смерть
«Раптова смерть» (англ. Sudden Death) — бойовик режисера Пітера Хаймаса. Фільм був знятий під час 1994 = 95 локауту НХЛ. При перекладі назви «Sudden Death» була допущена помилка, оскільки це спортивний термін, який означає «Золотий гол». Привласнений рейтинг R.

## Сюжет
Під час проведення вирішального хокейного матчу кубка Стенлі гігантський стадіон опиняється в заручниках у групи терористів, очолюваними колишнім співробітником служби безпеки. У разі відмови або затримки виконання їх вимог (переказ значної суми на різні банківські рахунки) злочинці погрожують підірвати будівлю. На їх біду, серед персоналу спорткомплексу виявляється мужній пожежник, а серед глядачів, що піддаються смертельній небезпеці його діти.

## В ролях
- Жан-Клод Ван Дамм — Даррен Маккорд
- Пауерс Бут — Джошуа Фосс
- Реймонд Дж. Беррі — віце-президент Денієль Бендер
- Віттні Райт — Емілі Маккорд
- Кріс Челіос —  в ролі самого себе
- Росс Малінджер — Тайлер Маккорд
- Доріан Хейрвуд — Метью Холлмарк
- Кейт Макніл — Кеті
- Майкл Гастон — Хіккі

## Цікаві факти
- Sudden Death — це додатковий період в хокейному матчі.
- У 1995 році американським письменником Стівеном Мертцем була написана новеллізація фільму, випущена у вигляді аудіокнижки.
- Фільм використовує концепцію «Міцного горішка» (1988), багато в чому повторюючи його сюжетні ходи.